# Бетокки, Карло
Карло Бетокки (итал. Carlo Betocchi, 23 января 1899, Турин — 25 мая 1986, Бордигера) — итальянский поэт.

## Биография
Сын служащего-железнодорожника, ребёнком переехал вместе с семьей во Флоренцию. В 1911 потерял отца. Закончил Технический институт во Флоренции. Участвовал в Первой мировой войне. Позднее работал как инженер в разных районах страны, во Франции, с 1923 жил во Флоренции. В 1928 стал одним из основателей католического литературного журнала «Фронтеспицио» и сотрудничал с ним до 1938. Дружил с Марио Луци, Джованни Рабони, Карло Бо. В 1939 переехал в Триест. Преподавал литературу в Венецианской консерватории, затем — в консерватории Луиджи Керубини во Флоренции, куда вернулся в 1953. До 1977 активно сотрудничал с журналом La Fiera Letteraria, в 1961—1977 возглавлял журнал L’Approdo letterario.

## Творчество
Автор метафизической лирики с сильными религиозными мотивами, близкими к францисканству.

## Книги стихов
- Realtà vince il sogno, Firenze, 1932
- Altre poesie, Firenze, 1939
- Notizie di prosa e di poesia, Firenze, 1947
- Un ponte nella pianura, Milano, 1953
- L’estate di San Martino, Milano, 1961
- Шаг, ещё шаг/ Un passo, un altro passo, Milano, 1967 (премия Фельтринелли)
- Prime e ultimissime, Milano, 1974
- Poesie del sabato, Milano, 1980

## Сводные издания
- Poesie, Firenze, 1955
- Poesie scelte, Milano, 1978
- Antologia personale, Padova, 1982
- Tutte le poesie, Milano, 1984
- Tutte le poesie, Milano, 1996
- Dal definitivo istante, Milano 1999

## Эссе и интервью
- Confessioni minori, Firenze, 1985.

## Переписка
- Io son come l’erba: epistolario Carlo Betocchi-Maria Pia Pazielli, Genova, 2004
- Lettere, 1966—1971, Firenze; Roma, 2006
- Lettere a Sergio Solmi, Roma, 2006
- Mario Luzi e Carlo Betocchi, lettere 1933—1984, a cura di Anna Panicali, Firenze, 2006.
- Lettere, 1946—1970, Roma, 2012

## Признание
- Премия Фельтринелли (1967)
- Премия Флаяно[итал.] за прозу (1982).